# Marisol Escobar
Marisol Escobar (Parijs, 22 mei 1930 - New York, 30 april 2016), ook wel bekend als Marisol, was een Venezolaans-Amerikaanse beeldhouwer. Ze werd geboren in Parijs, groeide op in Parijs en Caracas, en vestigde zich in 1946 in Los Angeles. Ze studeerde aan de École des Beaux-Arts en de Académie Julian. Vervolgens keerde terug naar de VS om in New York te gaan wonen en werken, waar ze vanaf de jaren vijftig haar kenmerkende sculpturen ontwikkelde. Halverwege de jaren zestig werd ze wereldberoemd met haar deze sculpturen; assemblagewerken waarvoor ze inspiratie vond bij zowel volkskunst als popart. Binnen tien jaar raakte ze echter in relatieve vergetelheid.
Ze bleef kunst maken en kreeg begin 21e eeuw steeds meer erkenning, met als voorlopig hoogtepunt een grote overzichtstentoonstelling in 2014, georganiseerd door het Memphis Brooks Museum of Art. In 2023-2025 is de reizende tentoonstelling Marisol: A Retrospective in de volgende musea te zien: Buffalo AKG Art Museum, Montreal Museum of Fine Arts, Toledo Museum of Art, Dallas Museum of Art.

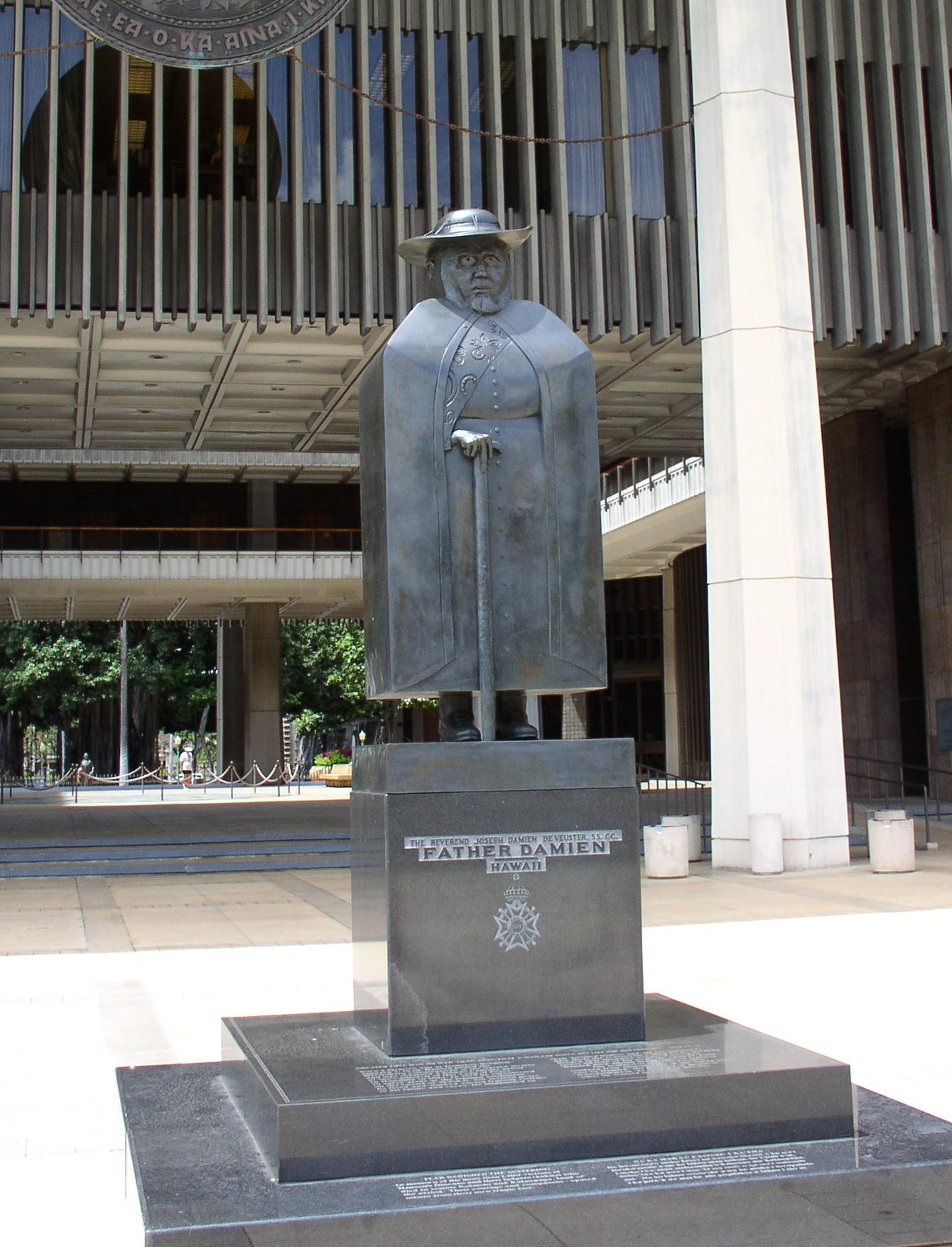
Beeld van Father Damien, door Marisol Escobar